# Perrier
Perrier ([ˈpɛrieɪ] PERR-ee-ay, також US [ˌpɛriˈeɪ] -⁠AY, фр.: [pɛʁje]) — французький бренд натуральної бутильованої мінеральної води, отриманої з джерела в Вержезі, розташованому в департаменті Гар. Perrier відомий своєю газацією та характерною зеленою пляшкою.
Perrier була частиною Perrier Vittel Group SA, яка стала Nestlé Waters France після придбання компанії Nestlé у 1992 році. Nestlé Waters France також включає Vittel, S.Pellegrino і Contrex.

## Опис
Джерело, з якого береться вода Perrier, природно вуглекисле, але воду та природний вуглекислий газ отримують незалежно. Потім вода очищається, а під час розливу в пляшки повторно додається вуглекислий газ, щоб рівень карбонізації в бутильованому Perrier відповідав рівню карбонізації джерела Vergèze.
У 1990 році під тиском Управління з контролю за якістю харчових продуктів і медикаментів США компанія Perrier зняла зі своїх пляшок напис «природно ігристе».
Принаймні з 2019 року вода Perrier більше не «підкріплюється газом із джерела», а «з додаванням вуглекислого газу». За словами компанії, ця зміна дозволяє значно скоротити загальне споживання води та знизити вплив на екологію.

## Історія
Джерело на півдні Франції, з якого береться Пер'є, спочатку було відоме як Les Bouillens (Бульбашки). Воно ьуло відоме як курорт ще з римських часів. Протягом 218 року до нашої ери Ганнібал і його армія, пройшовши через Іспанію на шляху до запланованого завоювання Риму, вирішили на деякий час відпочити в Ле Буйен, звідки чоловіки взяли воду, щоб підкріпитися.
Perrier вперше був завезений до Британії в 1863 році. Місцевий лікар Луї Пер'є купив джерело в 1898 році і керував там комерційним курортом; він також розлив воду для продажу. Пізніше він продав джерело Сент-Джону Гармсворту, багатому британському гостю. Гармсворт був молодшим братом газетних магнатів лорда Норткліффа та лорда Ротерміра. Він приїхав до Франції, щоб вивчити мову. Доктор Пер'є показав йому джерело, і він вирішив його купити. Щоб зібрати гроші, він продав свою частку сімейних газет. Хармсворт закрив спа, оскільки спа ставали немодними. Він перейменував джерело в Source Perrier і почав розливати воду в характерні зелені пляшки. Форма була індійської булави, яку Хармсворт використовував для вправ.

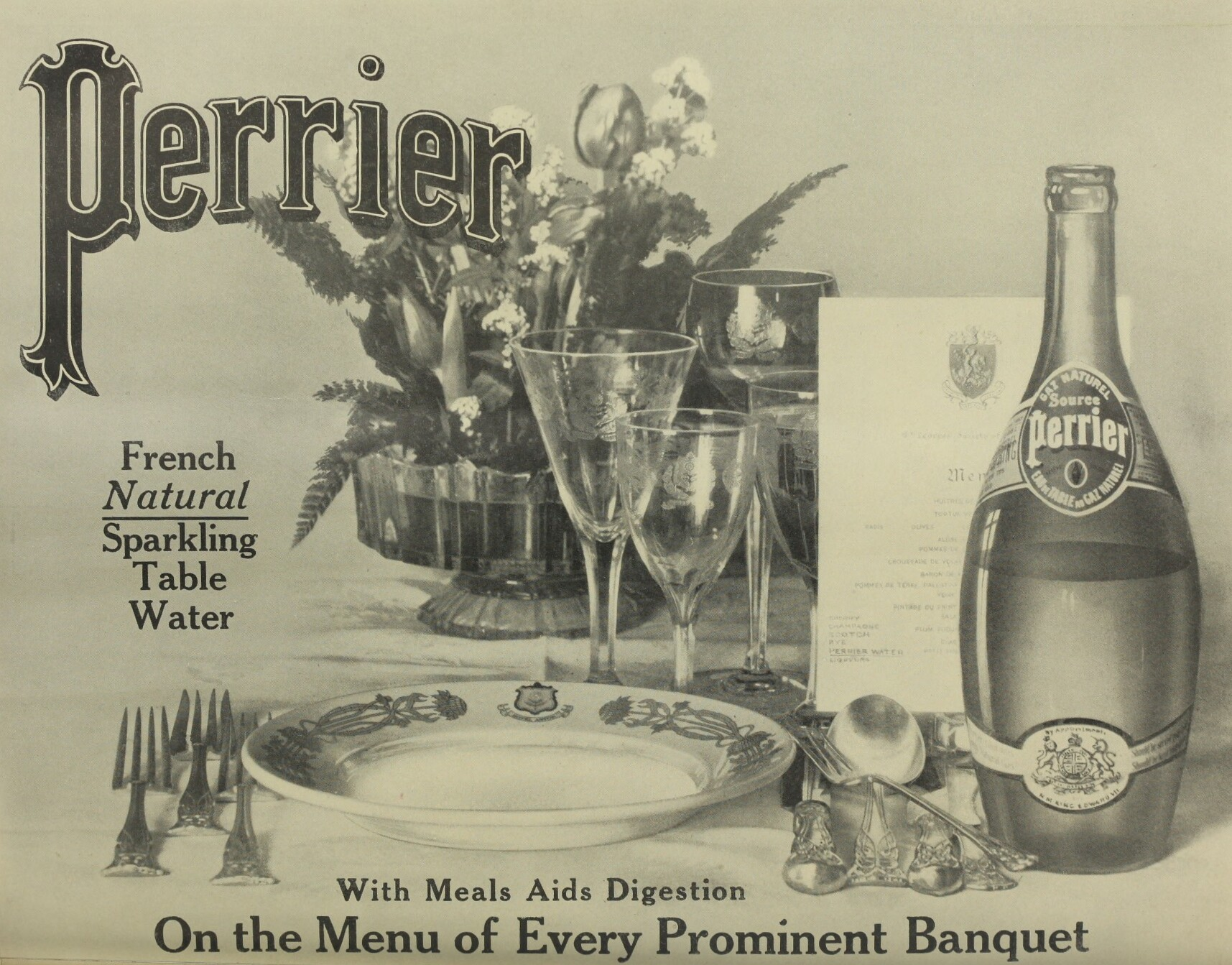
Оголошення Perrier в Life (журнал) 24 лютого 1910 року

Гармсворт продавав продукт у Великобританії в той час, коли французькість вважалася шикарною та бажаною для середнього класу. Її рекламували як шампанське з мінеральних вод. (Існують шампанські будинки під назвами Laurent-Perrier і Perrier-Jouët, але між ними немає зв’язку). Реклама в таких газетах, як Daily Mail, створила бренд. Деякий час 95% продажів припадало на Британію та США.
Репутація Perrier щодо чистоти зазнала удару в 1990 році, коли лабораторія в Північній Кароліні в Сполучених Штатах знайшла бензол, канцероген, у кількох пляшках. Пер'є заявив, що це був одиничний випадок, коли робітник помилився під час фільтрації, і що саме джерело було чистим. Інцидент зрештою призвів до світового вилучення продукту, близько 160 мільйонів пляшок Perrier.
Через два роки, у 1992 році, компанію Perrier купила Nestlé, одна з провідних у світі компаній, що займаються виробництвом продуктів харчування та напоїв. Nestlé довелося боротися з конкуренцією з боку родини Аньєллі за право власності на бізнес.
У 2004 році вибухнула криза, коли Nestlé оголосила про план реструктуризації Perrier. Наступного року Perrier було наказано зупинити реструктуризацію через непроведення належних консультацій із персоналом. 

## Розлив

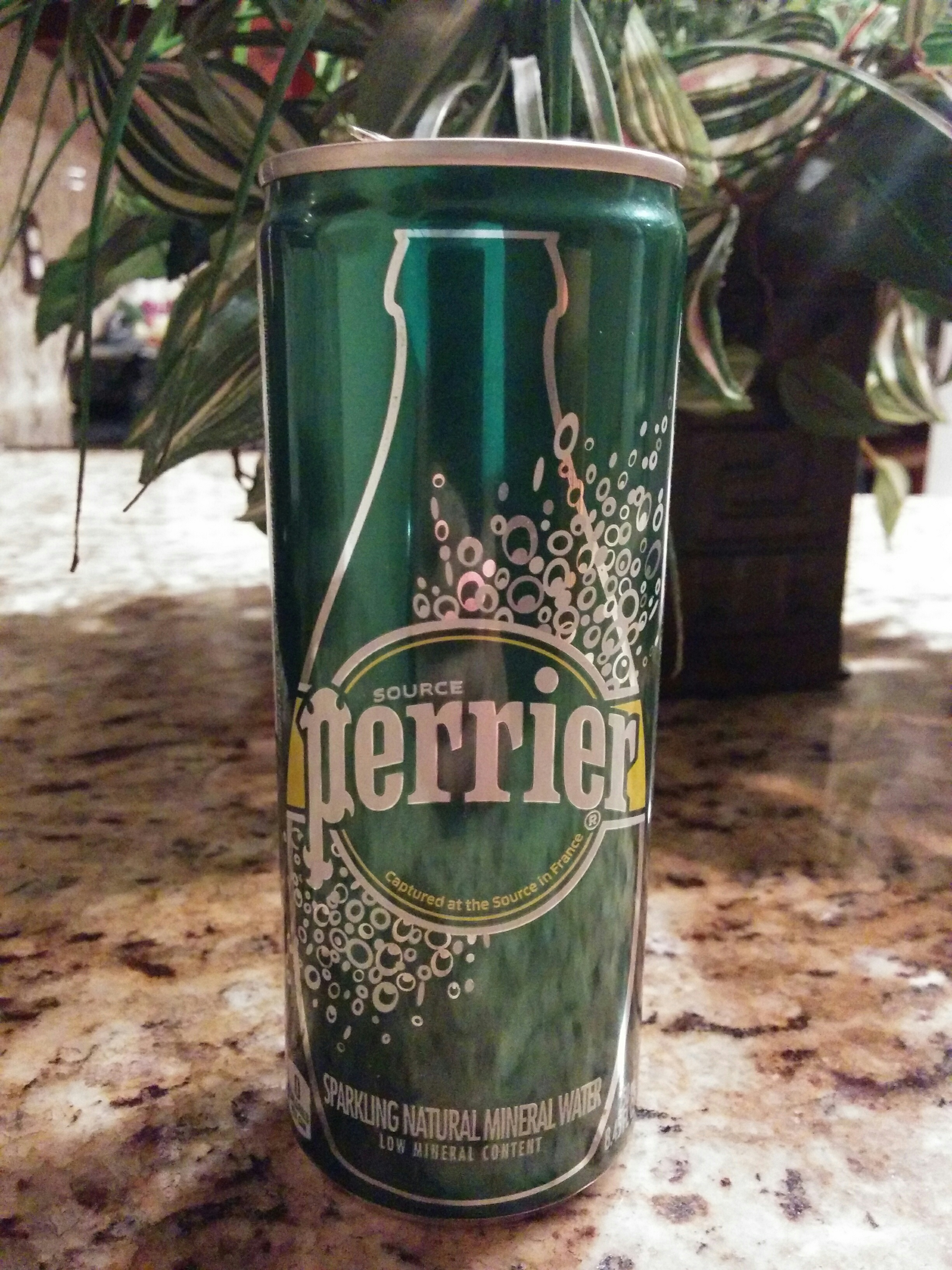
Банка Perrier об'ємом 250 мл

В Європі Perrier доступний у скляних пляшках об’ємом 750 мл, 330 мл та 200 мл, а також у банках об’ємом 330 мл. На інших ринках також доступна банка 250 мл. Усі пляшки Perrier мають виразну форму «сльози» та фірмового зеленого кольору. У серпні 2001 року компанія запровадила новий формат розливу, використовуючи поліетилентерефталат, щоб запропонувати Perrier у пластику, зміна, яка досліджувалася протягом 11 років, щоб визначити, який матеріал найкраще допоможе зберегти як смак води, так і її передбачувані «50 мільйонів бульбашок»."

## Дистрибуція
Станом на січень 2013 року Perrier був доступний у 140 країнах, і щороку продається майже 1 мільярд пляшок.

## Нагороди Perrier
З 1981 по 2005 рік компанія спонсорувала щорічну комедійну премію у Сполученому Королівстві Perrier Comedy Award, також відому як «The Perriers». Це було описано як засіб підтримки молодих комедійних талантів на Единбурзькому фестивалі Fringe, фестивалі мистецтв, який рекламували як «найбільший у світі». Спочатку для комедійних оглядів, у 1987 році це включало нагороду стендап-коміка. Спонсорство нагороди взяли на себе інші рекламодавці, починаючи з 2006 року з відповідним перейменуванням, і з часом вона стала називатися Edinburgh Comedy Awards.